# روجر برايس (منتج تلفزيوني)
روجر برايس (بالإنجليزية: Roger Price)‏ هو منتج تلفزيوني بريطاني، ولد في 1941.

## وصلات خارجية
- روجر برايس على موقع IMDb (الإنجليزية)
- روجر برايس على موقع قاعدة بيانات الفيلم (الإنجليزية)